# Semitaspongia bactriana
Semitaspongia bactriana är en svampdjursart som beskrevs av Cook och Patricia R. Bergquist 2000. Semitaspongia bactriana ingår i släktet Semitaspongia och familjen Thorectidae.
Artens utbredningsområde är havet kring Nya Zeeland. Inga underarter finns listade i Catalogue of Life.